# Pieter van der Does (vlootvoogd)

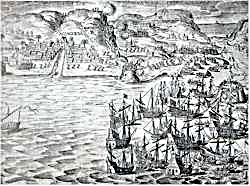
De aanval van Van der Does op Las Palmas

Pieter van der Does (Leiden, 1562 - Sao Tomé, 24 oktober 1599) was een Nederlands vlootvoogd.
Hij was de zoon van Jacob van der Does, schepen van Leiden ten tijde van het Leidens ontzet. Pieter stamde af van het adellijk geslacht Van der Does. Hij was getrouwd met Filipote van Duivenvoorde. Uit het huwelijk werd erfdochter Hendrika van der Does (1589-1653) geboren die in 1600 met Adriaan van Mathenesse (1563-1621) huwde.

## Levensloop
In 1586 kwam Pieter van der Does als superintendant bij de vloot te werken waarbij hij de ondergang van de Spaanse Armada in 1588 meemaakte; datzelfde jaar raakte hij gewond tijdens het beleg van Geertruidenberg. In 1587 werd hij ook baljuw en dijkgraaf van Rijnland, een jaar later (eveneens) hoofdschout van Leiden.
Op 23 december 1588 kreeg hij de rang van viceadmiraal van het gewest Holland. Enige tijd daarna werd hij (ook) meester-generaal der artillerie. In 1594 raakte hij gewond tijdens het beleg van Groningen.
In 1597 werd hij, als eerste die deze functie ooit uitoefende, viceadmiraal van de Admiraliteit van de Maze en in 1599 viceadmiraal van de Admiraliteit van Amsterdam.
In mei 1599 vertrok onder zijn leiding een vloot van Hollandse en Zeeuwse schepen richting de Spaanse-Portugese kust met de bedoeling deze aan een blokkade te onderwerpen daar men toentertijd met deze landen in een langdurige oorlog was verwikkeld (de Tachtigjarige Oorlog).
Vanwege de zware verdediging lukte het Van der Does en zijn manschappen niet om dit voor elkaar te krijgen waarop zij doorvoeren naar Las Palmas de Gran Canaria.  In de zomer van 1599 nam hij de stad in maar kon die maar enkele dagen vasthouden. 
De verovering van Gran Canaria mislukte en na zware verliezen reisde hij met een deel van de vloot door naar het aan de Afrikaanse Westkust gelegen Sao Tomé, toentertijd evenals de Canarische Eilanden Spaans bezit. Daar vond Pieter van der Does zijn einde vanwege verwondingen die hij bij de inname van Las Palmas had opgelopen; sommige bronnen melden echter dat hij stierf aan malaria.

## Bezittingen
Vanwege zijn verdiensten kreeg hij van de Staten van Holland de heerlijkheden Vriezekoop en Rijnsaterwoude.
Rond 1591 kocht hij Huis ter Does dat tot een eeuw daarvoor in bezit van de familie Van der Does was geweest. Hij en zijn vrouw lieten het in 1598 her- of verbouwen.